# Медресе Хивы
Медресе — мусульманское учебное заведение, выполняющее роль средней школы и мусульманской духовной семинарии.
В 1968 году медресе Старой Хивы стали частью города-заповедника. В 1990 году медресе, построенные внутри цитадели Ичан-Кала вошли в список памятников Всемирного наследия ЮНЕСКО (№ 543).
| Название                        | Год     | Место расположения | Кем построено | Архитектурные особенности | Доп. информация | Иллюстрация                           |
| ------------------------------- | ------- | --- | --- | --- | --- | ------------------------------------- |
| Медресе Абдулла-хана            | 1855    | Находится к западу от мечети Ак. | Построено матерью Абдулла-хана в честь сына Мурада Инака, убитого в возрасте 17 лет в бою с туркменскими йомудами. | Здание не вполне соответствует архитектурному канону: оно имеет два входа, в плане является прямоугольником с угловыми башнями, вытянутым с востока на запад. | |                                       |
| Медресе Абдурасул-бая           | 1906    | Примыкает к юго-восточному углу мечети Яр Мухаммад Девон.                                                                                            | Построено на деньги Абдурасулбая, племянника поэта, композитора и переводчика Камила Хорезми. | Вход, расположенный между двумя дворами, состоит из двух связанных купольных секций со стороной, выходящей во двор медресе. | В двух худжрах похоронены две дочери Абдурасулбая. |                                       |
| Медресе Аллакули-хана           | 1834—35 | Расположено между крытым базаром (Тим Алла-Кули-хана) и восточными воротами Палван-Дарваза, главный фасад выходит во двор медресе Ходжамбердыбия.    | Построено на средства узбекского хана Аллакули. | В оформлении главного фасада преобладает майолика хорезмского типа в чёрно-белых и голубых тонах; в тимпанах, рамах двойной аркады и трёх четвертях колонн портала также присутствуют изображения в чёрных контурах. | В нескольких худжрах на первом этаже располагалась городская библиотека, основанная Аллакули-ханом и содержавшаяся за счет доходов от караван-сарая и Тима Аллакули-хана, которая обеспечивала книгами студентов хивинских медресе. | Двор медресе Алла-Кули-хана           |
| Медресе Амир-Тура               | 1870    | Расположено в северной части Ичан-Кала, на улице Ташпулатова.                                                                                        | Построено сыном Мухаммада Рахим-хана I и братом Мухаммада Рахимхана II главой Уламо Амиром Тура. | Двухэтажное с фасадной стороны и одноэтажное со стороны двора здание. Фасад не был украшен из-за вторжения в Хиву русских войск. | Отреставрировано в 1983 году. |                                       |
| Медресе Араб Мухаммад-хана      | 1838    | Находится к западу от медресе Мухаммад-Амин-инак. | На этом месте было маленькое медресе каркасного типа, построенное одной женщиной. Араб Мухаммад-хан выкупил у неё это медресе вместе с соседними землями и в 1616 году в честь того, что Хива стала столицей Хорезма, построил новое одноэтажное медресе из жжёного кирпича. В 1838 году, в период правления Аллакули-хана, ветхое здание было перестроено в соответствии со стандартами, типичными для поздних медресе Хивы.       | Симметричное двухэтажное здание со строгим порталом и цилиндрическими башнями по углам. | |                                       |
| Медресе Атажанбая               | 1884    | Расположено между медресе Мазари Шариф и русской школой.                                                                                             | Построено хивинским землевладельцем Атажанбаем. | Четырёхугольник в плане, вытянутый в поперечном направлении от востока к западу и асимметричный по отношению к входу в южной стене. | С северо-запада здание соединено внутренним коридором с медресе Мазари Шариф. |                                       |
| Медресе Дост-Аляма              | 1882    | | Построено на средства юриста при дворе хана Мухаммад Рахимхана II Дост-Аляма. Работы велись под контролем Худайбергена Хаджи, мастер — Каландар Кочим. | Одноэтажное здание представляет собой прямоугольник с угловыми башнями. | Здесь учились будущие юристы и адвокаты. В настоящее время тут располагается магазин резных изделий из дерева. |                                       |
| Медресе Ислам-ходжа             | 1910    | Расположено за минаретом Ислам-Ходжа. | Построено на средства советника Асфандияр-хана Ислам-Ходжи. Отделка глазурью выполнена по эскизам Иш-Мухаммада Худайбердиева мастерами из кишлака Мадир Болта Ваизовым и Мадаминовым. | Комплекс состоит из 42 худжр, большого купольного зала и высокого минарета. Контрастные комбинации архитектурных форм на небольшой территории дают представление о мастерстве зодчих. Михраб украшен майоликой и резьбой по ганчу. | | Фасад медресе Ислам-Ходжи             |
| Медресе Кази-Калян              | 1905    | Расположено перед северо-западным углом мечети Джума.                                                                                                | Возведено на средства Кади-Каляна, главного судьи Салима Ахун-хана. | | Кроме религиозных дисциплин, здесь преподавали основы законодательства и налогообложения. В настоящее время в здании расположен музей прикладного искусства Хорезма.                                                                |                                       |
| Медресе Кутлуг-Мурад-Инака      | 1804—12 | Расположено в восточной части Ичан-Кала перед медресе Ходжамбердибия.                                                                                | Согласно легенде, Кутлуг-Мурад-Инак, дядя Аллакули-хана, хотел, чтобы его похоронили в медресе, которое он сам построил. Так как он умер в Дишан-Кала, а переносить покойника в Ичан-Кала через городские ворота считалось плохим знаком, были разрушены стены Ичан-Кала у восточных ворот, тело перенесено через проём и похоронено в медресе под полом центральной комнаты.                                                       | Первое двухэтажное медресе в Хиве. Угловые башни главного фасада украшены глазурованными и терракотовыми плитками со штампованным рисунком. | Медресе имело 81 худжру, во дворе есть источник (сардоба), покрытый куполом. |                                       |
| Медресе Мазари-Шариф            | 1882    | Расположено к юго-востоку от комплекса Пахлаван Махмуд, с восточной стороны примыкает к медресе Атажанбая, с которым соединено внутренним коридором. | Построено по приказу Мухаммада Рахим-хана II; мастер — Каландар Кочим. | Входной портал, находящийся в южной стене, оформлен глазурованными кирпичами зелёного цвета. Минуя купольную галерею, большая арка выводит во двор. | Соединено внутренним коридором с медресе Атажанбая. |                                       |
| Медресе Матнияза диванбеги      | 1871    | Расположено перед восточной стеной медресе Мухаммада Рахим-хана.                                                                                     | Построено Мухаммад-Ниязом, деван-беги Мухаммада Рахим-хана II. | Имеет форму прямоугольника, вытянутого с запада на восток. Украшенный майоликой высокий портал главного фасада с пятигранными нишами в центре и башнями по углам, обращён к медресе Мухаммада Рахим-хана. Основания башен покрыты геометрическим узором из голубых, белых и зелёных кирпичей, а их купола — зелёными глазурованными кирпичиками. | Состоит из десяти худжр, дарсханы, зимней и летней мечетей. |                                       |
| Медресе Матпанабая              | 1905    | Расположено к северу от мечети Джума. | Построено на средства одного из чиновников Матпанабай-хана; мастера — Худайберген Ходжа и Каландар Кочим. | В плане медресе симметрично относительно центральной восточно-западной оси за исключением того, что в северо-западном углу пропущена комната. Главный фасад оформлен маленьким порталом и нечётким рельефом, делящим аркады на ниши. | |                                       |
| Медресе Матрасулбая Мирзабоши   | 1905    | Расположено напротив западных стен медресе Шергази-хана.                                                                                             | Построено сыном Камила Хорезми Мухаммадом Расулом Мирзабоши | | |                                       |
| Медресе Мусы Тура               | 1841    | Находится за медресе Юсуф Ясулбаши. | Построено сыном Рахманкули Инака Мусой Тура. | В плане имеет форму трапеции, состоит из двух дворов, двухкупольного вестибюля, худжр, мечети и дарсханы. | Здесь похоронен Муса Тура, убитый в бою с туркменскими ёмудами в 1855 году. В отреставрированном здании находится магазин народных промыслов.                                                                                       |                                       |
| Медресе Мухаммада Амин-хана     | 1851—54 | Расположено в западной части Ичан-кала, примыкает к минарету Калта-Минар.                                                                            | Возводя это здание, Мухаммад Амин-хан желал превзойти по величине и комфортности все другие медресе города. | Фасад самого большого медресе Хивы украшен орнаментом из глазурованного кирпича. Здесь впервые в Хивах были устроены двухэтажные жилые худжры (двухкомнатные на первом этаже и с лоджиями, выходящими на фасадную сторону здания — на втором).                                                                                                   | Кроме духовной школы, рассчитанной на 260 студентов, в здании размещалась канцелярия Высшего мусульманского двора. В настоящее время здесь находятся гостиница, кафе и другие организации.                                          |                                       |
| Медресе Мухаммада Амин-Инака    | 1785    | Расположено напротив западного угла Таш-Хаули. | Построено на средства Мухаммада Амин-Инака. | В плане имеет форму прямоугольника, вытянутого в поперечном направлении. Портал пропорционально делит фасад на два одноэтажных крыла с неиспользуемыми нишами и башнями-гульдастами по бокам. Сохранился главный принцип постройки — расположение жилых худжр вокруг двора и общий зал при входе.                                                | Здесь похоронен сын Мухаммада Амина, Кутли-Мурад-Инах (Бала-хан), убитый в борьбе за престол. |                                       |
| Медресе Мухаммада Рахим-хана II | 1871-76 | Расположено напротив ворот цитадели Куня-Арк. | Строительство велось по приказу Мухаммада Рахим-хана. | Прямоугольное в плане, медресе имеет высокий, украшенный майоликой, входной портал, фланкированный крыльями с аркадами ниш, и два внутренних двора, по периметру которых в один-два этажа расположены арочные худжры, перекрытые куполами «балхи». По углам главного двора с четырьмя айванами находятся небольшие башни.                        | Одно из самых больших медресе города состоит из дарсхоны, библиотеки, зимней и летней мечетей и 76 худжр. | Фасад медресе Мухаммада Рахим-хана II |
| Медресе Толиб Максум            | 1910    | Граничит с северными стенами медресе Ислам Ходжа. | Построено каллиграфом и доверенным лицом хана Талиб Максумом; мастера — Худайберген Ходжа и Каландар Кочим. | В центре находится прямоугольный двор с асимметрично расположенными комнатами. Вход украшен кирпичной кладкой в технике «шарафа». | Здесь обучали каллиграфии. |                                       |
| Медресе Ходжи Марама            | 1839    | Находится у западной стены мечети Джума. | Построено одним из советников Аллакули-хана. | Одноэтажное асимметричное здание с выступающей учебной комнатой (дарсхана) у северо-восточного угла. | Состоит из 12 худжр, расположенных по кольцу двора и зимней и летней мечетей. |                                       |
| Медресе Ходжамбердыбия          | 1834    | Находится рядом с восточными воротами Палван-Дарваза, перед медресе Аллакули-хана.                                                                   | В результате перестройки Аллакули-ханом мечети 1688 года образовались два отдельных маленьких двора, из-за чего медресе, благодаря внешней схожести, получило название Хурджум. | | Состоит из 16 худжр и купольной квадратной комнаты — дарсханы. Входные двери украшены резьбой по дереву. |                                       |
| Медресе Шергази-хана            | 1718—26 | Расположено в центре Ичан-Кала, перед входом в Мавзолей Пахлаван Махмуда; напротив его западных стен находится медресе Матрасулбая Мирзабоши.        | Одно из наиболее старых и больших медресе в Хиве было построено пленниками Шергази-хана, захваченными им в 1718 году во время набега на Хорасан и Мешхед. Хан, обещавший освободить людей после того, как строительство будет закончено, задерживал окончание работ. В конце концов, в 1720 году разъярённые пленники убили его в недостроенном медресе (мавзолей Шергази-хана примыкает к западному углу главного фасада медресе). | Одноэтажное здание с двухэтажной входной частью включает в себя двор с четырьмя айванами, комплекс вестибюльных комнат и лекционный зал. Из-за естественного оседания почвы и увеличения захоронений вход находится на два метра ниже уровня дороги.                                                                                             | Здесь получали образование как жители Хивинского ханства, так и Туркменистана, в том числе — поэты Махтумкули и Ажинияз. |                                       |
| Медресе Юсуфа Ясулбаши          | 1906    | Расположено напротив медресе Мусы Тура. | Построено на средства главы ханской полиции Юсуфа Ясулбаши; мастер — Каландар Кочим. | Здание в форме прямоугольника с маленькими башнями по углам. | |                                       |
| Медресе Якуббая Ходжи           | 1873    | Расположено на запад от мавзолея Пахлаван-Махмуда.                                                                                                   | Возведено на средства купца Якуббая Ходжи. | В плане имеет форму прямоугольника, вытянутого вдоль западно-восточной продольной оси. Вестибюльная группа завершается купольной комнатой, ведущей через арочный проём во двор. В северо-восточном углу находится небольшая купольная мечеть. | |                                       |

| Название                    | Дата строительства | Место расположения | Кем построено | Архитектурные особенности | Доп. информация | Иллюстрация |
| --------------------------- | ------------------ | --- | --- | --- | --- | ----------- |
| Медресе Биканжан Бика       | 1894               | Находится напротив Западных ворот (Ата-Дарваза) укреплений внутреннего города Ичан-Кала; часть комплекса культовых сооружений вместе с минаретом и мавзолеем Шакаландар Бобо. | Строительство было начато одним из сыновей Мухаммада Рахим-хана II. Он умер вскоре после закладки фундамента и работы остановилась на 4 года. Сестра хана, Биканжан Бика, решив закончить медресе, не испросила разрешения правителя, поэтому работы были заморожены на 7 лет. Когда выяснилось, кто именно хотел продолжать строительство, разрешение было получено и в 1894 году медресе было достроено. Работами руководил Уста Авул. | | Почти в центре главного фасада, в четырёх метрах от входа, находится минарет. |             |
| Медресе Мамат-Марама        | 1903               | Расположено на пересечении улиц К. Балтаева и Анаш Халфа. | Возведено влиятельным чиновником, советником Мухаммада Рахим-хана II. | Фасад здания из жжёного кирпича выходит на юг с небольшим смещением на запад. На трёх углах, за исключением юго-западного, есть небольшие башни — гулдасты. В юго-западном углу выступают вперёд вспомогательные комнаты мечети и минарета, примыкающие к двухкупольному прямому вестибюлю.                         | Медресе владеет 7327 танапами земли. |             |
| Медресе Палвана Кари        | 1905               | Расположено на пересечении улиц Палвана Кари и Кариева. | Построено на средства доверенного лица Мухаммада Рахим-хана II, купца Палвана Кари. | | Состоит из 17 худжр, летней и зимней мечетей и высокого минарета. Верх портала главного фасада выложен орнаментом из зелёных плиток, угловые башни украшены маленькими зелеными куполами.                 |             |
| Медресе Саида Мухаммад-хана | 1864               | Находится рядом с арыком Сирчали. | Построено после смерти Саида Мухаммада-хана его сыном, Мухаммадом Рахим-ханом II. Строительством руководил начальник ханской армии Мухаммед Мурат (Матмурат). | | |             |
| Медресе Турт-Шаффаз         | 1875—85            | Расположено на пересечении улиц Р. Аллаберганова и Турт-Шаффаз. | Закончено в правление Мухаммада Рахим-хана II. | Культовый мемориальный ансамбль включает в себя три полуразрушенных медресе, мечеть с небольшим минаретом и мавзолей, расположенные вокруг квадратного водоёма, окружённого деревьями. Купольная мечеть, фасад которой украшен айванами, разделёнными колоннами из резного дерева, является центром всего ансамбля. | Получило своё название из-за того, что замурованные медресе послужили местом захоронения Асфандияр-хана и его трёх военачальников.                                                                        |             |
| Медресе Хорезмшаха          | 1915               | | Первоначальное здание на этом месте было возведено Илбарс-султаном по приказу его брата, Исфандияр-хана, около могилы их отца, хорезмшаха Араб Мухаммад-хана, убитого в 1621 году. | Одноэтажное медресе вытянуто с юга на север. | Состоит из зимней мечети и 12 худжр, в одной из которых похоронен убитый в 1918 году в результате дворцового переворота Асфандияр-хан. Когда ханство было аннулировано, в здании медресе открылась школа. |             |

За границами города находится одноэтажное, вытянутое с юга на север медресе Ибрагима Ходжи (1888), построенное на средства Ибрагима Ходжи, приближённого Мухаммада Рахим-хана II.